# Torn to Pieces
Torn to Pieces è un singolo del gruppo rock statunitense Pop Evil, terzo estratto dall'album Onyx.

## Antefatti
Il brano è stato scritto dal cantante del gruppo Leigh Kakaty dopo la morte del padre. Il gruppo lanciò un'iniziativa sui social media invitando i fan a inviare fotografie che esprimessero ciò che il brano rappresentava per loro.
Sulla canzone, Leigh Kakaty ha detto che «non c'è niente più ossessivo e tortuoso per l'anima umana di perdere qualcuno che ti è molto vicino senza dirgli addio».

## Classifiche
| Classifica (2014)  | Posizione massima |
| ------------------ | ----------------- |
| US Mainstream Rock | 1                 |
| US Rock Songs      | 23                |